# Renault Tracer
Renault Tracer er en busmodel fra Renault Bus, som blev bygget fra 1991 til 2001.
Modellen er forsynet med en 6-cylindret dieselmotor på 9834 cm³, med en maksimal effekt på 253 hk.
Modellen blev i 2001 afløst af Renault Ares, 2 år efter at Renaults busdivision fusionerede med Ivecos ditto til Irisbus.